# شميط
قالب:صندوق معلومات تجمع سكني
قرية شميط  قرية في محافظة كركوك تتبع لناحية الزاب اداريا. تقع في شمال غربي كركوك موازية لنهر الزاب الاسفل وتعتبر ذات موقع استراتيجي مهم جدا فهي تملك جسر شميط على نهر الزاب ذي الاهمية التجارية علاوة على ذلك فهو يربط محافظة كركوك بمحافظتي صلاح الدين ونينوى.
قرية شميط مقسمة إلى ثلاثة أقسام[بحاجة لمصدر]:
1. العرب ذيج (شميط فوقاني).
2. المجتوب (شميط تحتاني).
3. المزوكية.

يقدر عدد سكانها بما يقارب 18 ألف نسمة وهذا العدد في تزايد [بحاجة لمصدر].
سبب تسمية قرية شميط بهذا الاسم، هو يعود لفرس قديما
يمتهن أهل القرية بالجانب الزراعي لما هنالك من أرض خصبة ومياه عذبة تساهم في ازدهار الثروة الزراعة.
من المهن التي ما زالت متوارثة عند أهل هذه القرية مهنة الصيد.
ومن أشهر معالمها «اعدادية بدر الكبرى» ذات الصيت الطيب على عموم العراق وغيرها من المدارس من اعداديات ومتوسطة وابتدائية
إذا تحتوي هذه القرية على مدرستين الإعدادية ومدرستين المتوسطة اما الابتدائية تحتوي على تسع مدارس والعدد بازدياد ومن الأمثلة على ذلك... مدرسة بدر الكبرى للبنين [بحاجة لمصدر].

على صعيد الصحة فهناك مركز شميط الصحي ومجمع اقرأ الطبي وأخرون
ومن أشهر معالمها[بحاجة لمصدر]:
- تل البرم.
- وادي العرن
- كهف الغزال.
- تل الخان.
- تل الكديش.
- جسر شميط.
- جسر الفظا.
- جامع شميط الكبير.
- فلكة الجميلة
- الزاب الصغير
- البرية